# Hans Lettink
Heinz Wilhelm (Hans) Lettink (Oldenburg, 23 april 1920 - Veenendaal, 7 mei 1945) was een Nederlandse verzetsstrijder in de Tweede Wereldoorlog. Hij overleed bij een poging het nog bezette Veenendaal te bereiken.

## Levensloop
Lettink werd geboren in Duitsland als zoon van een ongehuwde moeder. Zij moeder leerde een man in Nederland kennen, met wie ze trouwde. Lettink verhuisde daardoor op zesjarige leeftijd naar Nederland, zijn voornaam veranderde van Heinz naar Hans. Hij groeide op in Schoonhoven en volgde de lagere school. Lettink nam in 1937 dienst bij het Korps Mariniers. Hij dook onder nadat de mariniers na de Duitse inval werden opgeroepen voor krijgsgevangenschap. Hij zat onder andere in Andijk ondergedoken.
Lettink vond in oktober 1943 onderdak in Wageningen bij Ries en Jo Kaspers. Hij werd actief als koerier voor de plaatselijke afdeling van de Landelijke Organisatie voor Hulp aan Onderduikers. Hij reisde door het hele land en stond onder andere in contact met Frans van der Have, Evert Boven en Helena Kuipers-Rietberg. Hij vervoerde als zogenaamde ambulancebroeder een ondergedoken joodse vrouw en hielp bij de aanleg van een schuilplaats op de Wageningse begraafplaats, waar na de Slag om Arnhem meerdere Britse militairen gebruik van maakten.
Aan het einde van diezelfde slag, op 24 september 1944, stak Lettink bij Wageningen met een bootje de Rijn over om de Britten in de Betuwe van inlichtingen te voorzien. Twee dagen later keerde hij terug. Hij zat korte tijd ondergedoken op de begraafplaats van Wageningen en week daarna uit naar een woning in het Oranjepark in Ede. Op 19 november 1944 volgde er een inval van de Duitse feldgendarmerie, waarbij Lettink samen met Gijs Numan en vier anderen werd aangehouden. Zij werden overgebracht naar de SD-gevangenis in de Rotterdamsche Bank in Velp. De gewelddadige verhoren werden geleid door Ries Janssen.
Zowel Numan als Lettink werden ter dood veroordeeld. Numan kreeg van een politieman echter een pistool toegestopt waardoor de twee bewakers overrompeld konden worden. Numan en Lettink ontsnapten met een aantal anderen en wisten Eerbeek te bereiken. Via Apeldoorn keerde Lettink terug naar Ede, dat op 17 april werd bevrijd. Lettink werd aangesteld tot sectiecommandant bij de Binnenlandse Strijdkrachten.
De Duitse troepen in Nederland gaven zich officieel over op 5 mei. In het naburige Veenendaal zat echter een groep Nederlandse SS'ers die zich weigerden over te geven. Lettink werd er op 7 mei op uitgestuurd om poolshoogte te nemen. Hij raakte rond drie uur in de middag bij Gelders Veenendaal in een vuurgevecht verwikkeld. Drie BS'ers werden dodelijk getroffen, waaronder Lettink. Hij werd begraven op de algemene begraafplaats in Schoonhoven.

## Persoonlijk
Lettink leerde in Wageningen Lamberdina Reintje Honkoop (1920-2012) kennen, met wie hij in het geheim trouwde. Het huwelijk werd pas na de oorlog gelegaliseerd. Na zijn overlijden beviel Honkoop van Lettinks zoon.